# جائزة بوليتزر عن فئة السيرة الذاتية
جائزة بوليتزر عن فئة السيرة الذاتية (بالإنجليزية: Pulitzer Prize for Biography or Autobiography)‏ هي واحدة من سبعة جوائز بوليتزر تقدمها سنويًا جامعة كولومبيا بنيويورك في الولايات المتحدة في مجالات الآداب والدراما والموسيقى. بدأ العمل بها رسميًا منذ البداية، أي منذ عام 1917، وتُمنح لأعمال السير الذاتية المميزة التي نشرت خلال العام من قبل الكتاب الأمريكيين أو بالاشتراك معهم. وتُعد واحدة من الجوائز الأصلية القديمة التي افتتحت عام 1917 بسبعة جوائز. وبدءًا من عام 1980، بدأ الإعلان عن عملين آخرين دخلا التصفيات الأخيرة للجائزة، ليتم بذلك الإعلان عن الفائز إلى جانب أصحاب المركزين الآخرين.
تحظى هذه الجوائز، التي مولت في الأساس بمنحة من رائد الصحافة الأمريكي جوزيف بوليتزر بتقدير كبير. وتمنح جامعة كولومبيا الجوائز بتوصية من هيئة جوائز بوليتزر، المكونة من محكمين تعينهم الجامعة نفسها ويصل عدد الجوائز الممنوحة سنويًا إلى واحد وعشرين جائزة.

## وصلات خارجية
- الموقع الرسمي.
- الفائزين السابقين والمرشحين حسب الفئة.